# Hypaeus mystacalis
Hypaeus mystacalis är en spindelart som först beskrevs av Władysław Taczanowski 1878.  Hypaeus mystacalis ingår i släktet Hypaeus och familjen hoppspindlar. Inga underarter finns listade i Catalogue of Life.